# Xysticus gattefossei
Xysticus gattefossei is een spinnensoort uit de familie van de krabspinnen (Thomisidae).
De wetenschappelijke naam van de soort werd in 1956 gepubliceerd door Jacques Denis.